# Финансист (роман)
«Финансист» (англ. The Financier) — роман американского писателя Теодора Драйзера, опубликованный в 1912 году, первый из цикла «Трилогия желания» (второй и третий романы из этого цикла — «Титан» и «Стоик»). Главный герой трилогии — Фрэнк Алджернон Каупервуд. В основу положена история жизни американского миллионера Чарльза Йеркса (1837—1905). Наиболее распространённый перевод на русский язык М. Волосова.
Драйзер показывает, как окружавшая Каупервуда финансово-экономическая среда уже с детства формирует в нём психологию коммерсанта и биржевого дилера, для которого все средства хороши, если они помогают достигнуть власти и богатства. Начав с мелких биржевых спекуляций, Каупервуд постепенно приобретает состояние и репутацию ловкого биржевого брокера, подкупает чиновников муниципалитета, являющихся членами местной Республиканской партии, незаконно приобретает городские концессии в Филадельфии (в том числе для чиновников на деньги городской казны). В романе «Титан» Драйзер развёртывает жизнь Каупервуда в Чикаго, где повторяется цикл его деятельности в Филадельфии на расширенной базе (развитие по спирали). Однако, полной картины деятельности Каупервуда в Чикаго Драйзеру описать не дали — после издания первого романа «Финансист» издатель, увидев продолжение, потребовал изменить роман, что и было сделано.
«Трилогия желания» — значительное произведение американской и европейской литературы XX века. Драйзер рисует быт и нравы финансовой среды, подход крупного бизнеса к обществу и его политическую несентиментальность.
В «Трилогии желания» Драйзер обнажает жёсткую, хищническую природу Каупервуда, нарушающего библейские заповеди, но в то же время любуется этим спекулянтом: Драйзера привлекает этот смелый финансовый гигант. Одна из важных функций образа Каупервуда в «Трилогии желания» — представить в концентрированной и открытой форме не только отсутствие этических сантиментов, нравственного принципа, что в той или иной степени присуще всем приведённым в романе финансовым тузам Филадельфии и Чикаго (Батлеру, Молленхауэру, Симпсону, Хэнду, Слуссу, Мэрриллу), но и последствия такой пустоты.

## Сюжет
Главный герой, Фрэнк Каупервуд, родившись в 1837 году, ещё молодым человеком становится выдающимся финансистом. Он — выходец из семьи мелкого банковского служащего, живёт в Филадельфии, и накануне Гражданской войны между Севером и Югом (1861—1865) ему удаётся войти в круг крупнейших финансовых магнатов Пенсильвании. В 21 год Каупервуд женится на привлекательной женщине вдове Лилиан, и от этого брака у них рождается двое детей; со временем он приобретает для своей маклерской конторы престижный особняк на Третьей улице — «визитной карточке» города.
Но любитель успехов, женщин и денег, Каупервуд стремится к большему. Он влюбляется в Эйлин — дочь крупного подрядчика Батлера, который вместе с двумя другими воротилами заправляет всеми делами в городе. Впервые он увидел Эйлин в доме её отца, когда ей было 16 лет. В 1871 году Каупервуд уже успешный хозяин биржевой конторы, занимающейся размещением облигаций городской казны, скупивший для себя и городского казначея часть очень привлекательных и перспективных компаний. При этом оперирует он фактически деньгами городской казны, которой должен уже около полмиллиона долларов. Но из-за крупного пожара в Чикаго биржу охватывает паника, цена акций резко опускается, и Каупервуд оказывается в трудном финансовом положении и может оказаться банкротом как только цена акций, которые он закладывал в обеспечение своих кредитов, опустится ниже допустимых пределов. Каупервуд решает обратиться за дополнительными деньгами к своему клиенту — городскому казначею Стэнэру, который за счёт казны уже купил себе через Каупервуда акций на сумму более полумиллиона долларов. Поскольку Стэнэра нет в городе, Каупервуд отправляется к Батлеру, чтобы собрать конференцию «тузов» Филадельфии и попытаться через Батлера убедить Симпсона, Молленхауэра и Батлера объединиться, поддержать акции компаний занимающихся городскими трамваями (в которых они тоже имели долю). Батлер и жена Каупервуда получают анонимные записки, в которых сообщается о связи Эйлин с Каупервудом. Батлер, будучи католиком-ирландцем, оценивает поступок женатого финансиста недопустимым и оскорбительным, решает мстить. Под его влиянием Каупервуд лишается возможной поддержки, против него и городского казначея начинается уголовный процесс за растрату бюджетных средств.
Суд приговаривает 34-летнего финансиста к заключению на 4 года 3 месяца в одиночной камере. Однако через 13 месяцев Каупервуда освобождают, поскольку отец Эйлин к этому времени умирает, и в условиях когда казначей Стэнэр уже получил помилование, никто не препятствует удовлетворению просьбы о помиловании Каупервуда. Бывший заключённый, уже через полгода после освобождения, во время биржевой паники 1873 года, пользуется моментом и за несколько дней становится миллионером за счёт агрессивной спекулятивной торговли. Восстановив своё финансовое положение Каупервуд понимает, что репутацию восстановить не удастся, вход в высший свет Филадельфии ему закрыт. Он принимает решение покинуть Филадельфию вместе со своей возлюбленной Эйлин и отправляется в Чикаго. Семью и детей оставляет на скромном содержании и скоро получает развод.